# Marcusenius mento
Marcusenius mento är en fiskart som först beskrevs av Boulenger, 1890.  Marcusenius mento ingår i släktet Marcusenius och familjen Mormyridae. IUCN kategoriserar arten globalt som livskraftig. Inga underarter finns listade i Catalogue of Life.